# Paullinia thalictrifolia
Paullinia thalictrifolia är en kinesträdsväxtart som beskrevs av Antoine Laurent de Jussieu. Paullinia thalictrifolia ingår i släktet Paullinia och familjen kinesträdsväxter. Inga underarter finns listade i Catalogue of Life.